# فتح‌آباد، هند
فتح‌آباد (به انگلیسی: Fatehabad) یک منطقهٔ مسکونی در هند است که در بخش فتح‌آباد واقع شده‌است. فتح‌آباد ۷۰٬۷۷۷ نفر جمعیت دارد و ۲۰۸ متر بالاتر از سطح دریا واقع شده‌است.